# Eduardo Dolz y Arango
Eduardo Dolz y Arango (Pinar del Río, c. 1856-La Habana, 1923) fue un político, periodista y jurista cubano, diputado en las Cortes de la Restauración.

## Biografía
Nacido el 17 de septiembre de 1856, o en 1859, en la ciudad cubana de Pinar del Río, realizó sus estudios en las universidades de Zaragoza, Madrid y La Habana, donde cursó el último curso de la carrera de Derecho. Respecto a su papel en la política cubana, Gabriel R. España era de la opinión de que «sus ideas [...] fueron siempre de una gran concordia entre los dos elementos que preponderan en la Isla de Cuba». Secretario general del partido reformista, fue uno de los firmantes del manifiesto del 30 de octubre de 1893. En la península ibérica ocupó escaño de diputado a Cortes, entre 1894 y 1895 por el distrito cubano de Colón, en sustitución de Fermín Calbetón. Volvió a Cuba a desempeñar el Ministerio colonial de Obras Públicas y Comunicaciones, formado a raíz de la implantación del régimen autonómico en la isla caribeña. Proclamada la independencia de Cuba militó en los partidos moderado y conservador y fue representante en la Cámara por Pinar del Río. Falleció en La Habana el 24 de enero de 1923.